# Courcerault
Courcerault ist eine ehemalige französische Gemeinde mit zuletzt nur noch 163 Einwohnern (Stand: 2013)  im Département Orne. Heute ist Courcerault ein Teil der Großgemeinde (Commune nouvelle) Cour-Maugis sur Huisne, erhielt jedoch im Zuge der Eingemeindung nicht den Status einer Commune déléguée.

## Lage
Der Ort Courcerault liegt im Einzugsbereich des Flüsschens Huisne im Regionalen Naturpark Perche ungefähr 54 km (Fahrtstrecke) östlich von Alençon bzw. knapp 15 km südöstlich von Mortagne-au-Perche in einer Höhe von ca. 175 m. Das Klima ist in hohem Maße vom Meer beeinflusst und deshalb nahezu frostfrei; Regen (ca. 690 mm/Jahr) fällt verteilt übers ganze Jahr.

## Bevölkerungsentwicklung
| Jahr      | 1800 | 1851 | 1901 | 1954 | 1999 | 2013 |
| Einwohner | 713  | 815  | 472  | 302  | 173  | 163  |

Der kontinuierliche Bevölkerungsrückgang seit der Mitte des 19. Jahrhunderts ist im Wesentlichen auf die Schließung von bäuerlichen Kleinbetrieben sowie auf die Mechanisierung der Landwirtschaft und den jeweils damit einhergehenden Verlust von Arbeitsplätzen zurückzuführen.

## Wirtschaft
Der Ort war seit jeher landwirtschaftlich orientiert, wobei die Selbstversorgung der Bewohner lange Zeit im Vordergrund stand. Die großen Waldbestände erlaubten die Herstellung von Holzkohle und die Ansiedlung mehrerer Schmieden. Seit den 1960er Jahren spielt der Tourismus in Form der Vermietung von Ferienhäusern (gîtes) eine wesentliche Rolle für die Einnahmen des Ortes.

## Geschichte

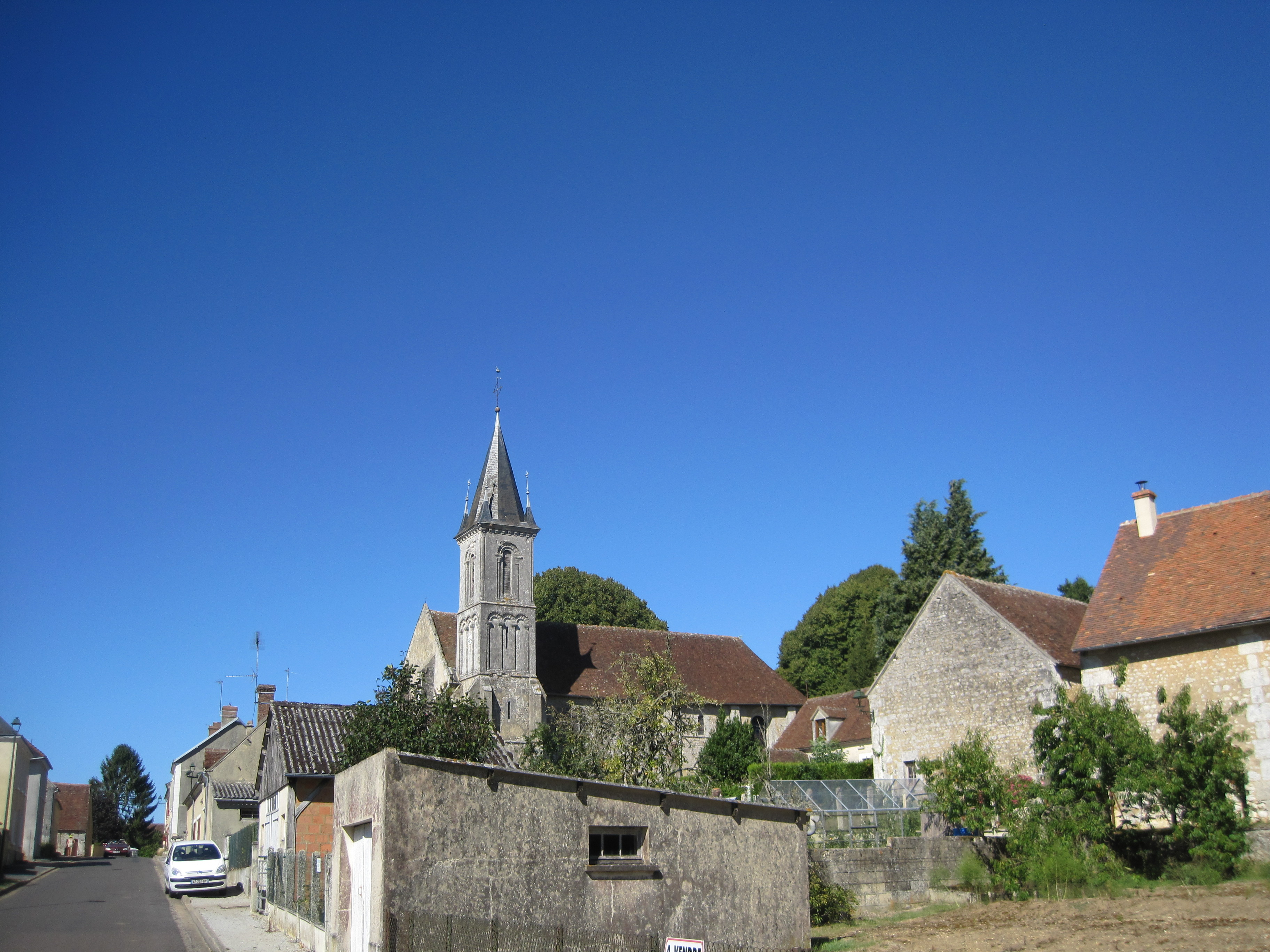
Courcerault – Ortsbild

Für das 9. Jahrhundert ist die Existenz eines Priorats der Abtei Saint-Germain-des-Prés in Paris überliefert, das später auf die Abtei Saint-Laumer-de-Blois überging. Die spätere Geschichte des Ortes ist eng verknüpft mit der des größeren Nachbarortes Boissy-Maugis.

## Sehenswürdigkeiten
- Die ursprünglich romanische Pfarrkirche (Église Saint-Pierre) wurde – nach eventuellen Zerstörungen im Hundertjährigen Krieg (1337–1453) – im 16. Jahrhundert erneuert und erhielt im 19. Jahrhundert einen Glockenturm (clocher) im neoromanischen Stil.[4] Zur Ausstattung gehören zwei unter Denkmalschutz stehende barocke Wandtischchen (Kredenzen).[5]

Umgebung
- Am Ufer der Huisne steht eine ehemalige Getreidemühle (Moulin de la Vove) aus dem 18. Jahrhundert.